# Spanien under og efter 1. Verdenskrig
Spanien under og efter 1. Verdenskrig drejer sig om Spaniens historie i årene 1898-1929.

## Spanien under den 1. verdenskrig
Efter Den spansk-amerikanske krig, som blev udkæmpet mellem Spanien og USA i 1898, frygtede Spanien flere krige. Ved freden fik USA nemlig overdraget Filippinerne, Guam og Puerto Rico, og Cuba blev selvstændigt, og det betød, at dagene som en verdensmagt var slut for Spanien. Sporene efter krigen gjorde, at Spanien under 1. Verdenskrig forblev neutralt. For det første havde Spanien store, indenrigspolitiske problemer, der gjorde det umuligt at tage eksterne initiativer, og for det andet var landet ikke interesseret i de europæiske stridigheder, der havde forårsaget krigens udbrud. Selvom Spanien var neutralt, var landet internt splittet på spørgsmålet om, hvilke af de krigsramte lande man skulle støtte moralsk. Overklassen, altså godsejerne, det konservative parti, kirken og hæren støttede Triplealliancen imellem Tyskland, Østrig-Ungarn og Italien. Det liberale parti, republikanerne, der støttede det liberale borgerskab, og socialisterne, der repræsenterede arbejderne, støttede derimod Tripleententen der bestod af England, Frankrig og Rusland. 

## Nationaløkonomien
Spanien var et interessant land for begge de krigsførende grupper. Strategisk lå Spanien godt ved indsejlingen til Middelhavet, og dets rige forekomster af jern og kobber, som var krigsvigtige råstoffer, gjorde også landet interessant. På grund at dette udnyttede alle sektorer de muligheder, der lå i neutraliteten, og derfor fik sværindustrien, tekstilindustrien og landbruget bedre tider. Efter krigen kunne de også nyde godt af prisstigningerne på det internationale marked, landet fik stort overskud i betalingsbalancen, og statsgælden forsvandt. Industrien valgte dog at lade være med at bruge krigsprofitterne til modernisering af sektoren og udskiftning af maskinparken, hvilket betød, at landet efter 1918 var ude af stand til at beholde de markeder, der var blevet opbygget under krigen, nu, hvor de atter engang måtte konkurrere med mere fremskredne lande. Eksporten faldt tilbage til niveauet før 1914, og Spanien begyndte at føre en politik med høje toldsatser for at beskytte hjemmemarkedet. Spanien fik efterhånden Europas højeste beskyttelsestold, og indtil verdenskrisen i 1929 var den med til at skjule både landets ineffektivitet på det industrielle plan og de høje produktionsomkostninger. 

## Begyndende splittelse
Levestandarden i byerne begyndte dog at stige, fordi industrien trods forskellige svagheder gav folk arbejde og producerede rigeligt med forbrugsgoder. Dog var det ikke alle, hvis levestandard blev hævet, og der var stor kontrast mellem byens rige borgerskaber og arbejderfamiliernes fattigdom. Den sociale ulighed og en voksende politiske utilfredshed blev også påvirket udefra. Efter Den Russiske Revolutionen i 1917 begyndte folk i Spanien at håbe på en social revolution, og desuden blev den regionale nationalisme i Baskerlandet og Catalonien stærkere efter den 1. Verdenskrig med baggrund i, at der var skabt en række nye nationalstater efter fredsslutningerne i Europa.